# Promachus albifacies
Promachus albifacies är en tvåvingeart som beskrevs av Samuel Wendell Williston  1885. Promachus albifacies ingår i släktet Promachus och familjen rovflugor. Inga underarter finns listade i Catalogue of Life.